# Носачевський Василь Іванович
Василь Носачевський (22 березня 1885, м. Березна Чернігівської губернії, нині — селище міського типу Менського району Чернігівської області —последнее место жительства г. Днепр ул. Красная 14 — 17 серпня 1962, м. Дніпропетровськ; похований на Запорізькому цвинтарі) — катеринославський просвітянин, артист, педагог. Жертва російського окупаційного терору.

## Життєпис
У Катеринославі від 1901. Від червня 1901 по жовтень 1921 служив у Катеринославській казенній палаті канцелярським службовцем, лічильним чиновником, помічником столоначальника нижчого і вищого окладів. (У казенній палаті одну з провідних посад обіймав Федір Ол. Ефремов).
У казенній палаті Носачевський познайомився зі своєю майбутньою дружиною Ганною Комаровою (1895 — 1974). Після Жовтневої революції казенну палату перетворено на фінвідділ при губвиконкомі — Носачевський працював там до осені 1921 на посаді столоначальника гербового столу. З листопада 1921 по травень 1933 працював юрисконсультом на Брянському заводі.
З весни 1933 по вересень 1937 — юрисконсульт Дніпропетровського обласного відділу Українського товариства глухонімих. У вересні 1937 заарештований (про це — нижче), повернувся до Дніпропетровська наприкінці війни. З лютого 1945 по червень 1947 — юрисконсульт обласного аптекоуправління. Вийшовши на пенсію, працював педагогом Дніпропетровського музичного училища, з листопада 1950 по лютий 1952 — педагог по класу бандури Дніпропетровської центральної дитячої музичної школи.

## Музична і театральна діяльність

Афіша театру ім. Шевченка (колишнього «Колізея»), котра сповіщає про показ на сцені фантастичної феєрії «Вій» за М. Гоголем. Роль Хоми Брута виконує артист Василь Носачевський.

Членський квиток «Професійної Спілки трудівників пера», виданий В. Носачевському в 1919 р.

Змалку відчував потяг до музики, співу. У 1912—1916 навчався в Катеринославському музичному училищі Російського музичного товариства по класу вокалу (це підтверджувала після війни завідувачка учбової частини музучилища Наталя Вільперт). У 1919 був членом професійної спілки «тружеников пера» (членський квиток № 1616).
У вересні 1919 Носачевський як артист драматичної трупи, яка виступала в Літньому театрі міського саду в Катеринославі, грав у низці вистав українського репертуару. Він виконував ролі Петра в «Наталці Полтавці» Котляревського, Андрія в «Запорожці за Дунаєм» Гулака-Артемовського, Леська в «Запорозькому кладі» Манька, слідчого в «Грішниці» Захаренка тощо.
У 1919—1921 й пізніше був артистом Українського державного театру ім. Т. Шевченка (у кол. «Колізеї») — цей театр ще називався «Українська робітнича радянська драма при Губнаросвіті». Виступав тут у виставах, поставлених режисером Г. Бойком, — в ролях Андрія в «Запорожці за Дунаєм», Лея в «Степовому гості» Грінченка, Левка в «Майській ночі», Петра в «Наталці Полтавці», Хоми Брута у «Вії» М. Кропивницького за Гоголем.
У січні 1921 був зайнятий у підготовці і святкуванні річниці 1-ї Кінної армії. В родинному архіві збереглася довідка, датована 26 вересня 1921: 

«Пред’явник цього артист Українського Державного театру тов. Носачевський В.І. командірується до села Сурської Михайлівни для утворення концерта-лекції української пісні...».

На початку 1920-х Носачевський виступав у концертах художньої капели ім. М. Лисенка під орудою Ів. Паторжинського (голова хору С.Сагайдин, помічник диригента П. Бабенко). Як бандурист Носачевський, зокрема, виконував українську думу «Доля» (музика Григорія Концевича). Концерти капели проходили й на сцені Великого Державного театру ім. Луначарського.

Кобзар Василь Носачевський.

Носачевський з великим успіхом виступив як бандурист на традиційному Шевченківському святі, яке провів 7 березня 1920 осередок «Просвіти» у с. Чаплі Новомосковського повіту (нині село в складі Дніпра). 

«Гра кобзаря і чудовий його спів, — повідомляв дописувач «Споживача», — прямо таки захоплювали авдиторію, а до того часу наші громадяни ще ніколи не чули гри на кобзі і з чудової 30-струнної кобзи очей не зводили та все прохали заграти на усі струни...».

Збереглася афіша, яка сповіщала: в суботу, 14 квітня 1923 у театрі робітничого клубу ім. Пролетарської революції відбудеться бенефіс українського артиста і співака Василя Носачевського у фантастичній феєрії «Вій» за Гоголем (режисер Вовк). В анонсі сповіщалося про підготовку до постановки відомих п’єс «Серед бурі», «Про що тирса шелестіла».
На сцені театру ім. Луначарського в Катеринославі в 1924 гастролював театр ім. Заньковецької, артистом якого був корифей української сцени Панас Саксаганський. Саме з ним пощастило грати і Носачевському.
До 105-річного ювілею вистави «Наталка Полтавка» Котляревського цей спектакль йшов у постановці П. Саксаганського. Переднє слово виголосив письменник, член «Плугу» Максим Лебідь. Січеславський глядач мав нагоду бачити П. Саксаганського у ролі Виборного і Носачевського — у ролі Петра. А в «Запорожці за Дунаєм» (також постановка П. Саксаганського) в ролі Івана Карася виступив П. Саксаганський, а Носачевський — у ролі Андрія.

## Викладацька діяльність
У 1930 — 1935 Носачевський працював викладачем філії Харківського музично-театрального робітфаку в Дніпропетровську. Від квітня 1933 по вересень 1937 працював у Дніпропетровському Палаці культури ім. Ілліча заводу ім. Петровського, керував капелою бандуристів. Пропагував українське мистецтво, у листопаді 1936 в складі цієї капели бандуристів був учасником республіканської олімпіади в Києві. Носачеський підтримував дружні взаємини з професором Д. Яворницьким. У 1935, коли останньому виповнилося 80 років, він запросив Носачевського на свій ювілей. Ліричним тенором кобзар виконав для ювіляра «Думи мої, думи мої» Т. Шевченка, пісні про Байду, Кармалюка, Морозенка, Супруна та чимало інших зі свого багатого репертуару. Академік Д. Яворницький подарував Носачевському свою художню книгу «За чужий гріх» з таким написом: «Щирому козакові, безвусому кобзареві В. І. Носачевському, щоб кобза грала і душа співала. Д. Яворницький». Носачевський згадував про свої зустрічі з Д. Яворницьким: 

«Спілкуючись із цим енциклопедистом козаччини, я збагачувався духовно, відчував естетичну насолоду».

Цікаво, що Носачевський названий фундатором Катеринославської «Просвіти» у доповідній записці на ім’я секретаря Дніпропетровського міськкому КП/б/У Левітіна «О засоренности зрелищных предприятий и протаскивании идеологически невыдержанного репертуара» (лютий 1934) начальника відділу ГПУ Миронова і начальника секретно-політичного відділу ГПУ Говлича. 
Про Носачевського сказано: 

«украинец, б/п, по специальности — юрист, руководитель капеллы бандуристов радиоцентра и Дворца культуры, украинский националист, бывший церковный певец автокефальной церкви, фундатор Екатеринославской «Просвиты».

## Арешт органами НКВС і заслання
Носачевський був заарештований органами НКВС 8 вересня 1937. У в’язниці Носачевський перебував 27 місяців — до 20 грудня 1939. Слідством висунуто звинувачення у приналежності його до міфічної контрреволюційної організації, до якої його начебто залучив інший музикант, керівник хорової капели «Зоря» Микола Міць (1888—1937). Носачевський., будучи керівником самодіяльності при Палаці культури з 1934, справді знав Міця і деякий час співав у хоровій капелі.
Носачевський на слідстві винним себе не визнавав і слідчі органи нічим не могли підтвердити висунуті проти нього звинувачення.
Постановою Особливої наради при НКВС СРСР від 11 жовтня 1939 Носачевського відправлено на заслання у віддалені місця СРСР (Казахстан) строком на п’ять років, де він і знаходився до жовтня 1944. Як писав Носачевський у скарзі на ім’я прокурора Дніпропетровської області в листопаді 1956, вимагаючи реабілітації, «мій арешт, утримання в ув’язненні і заслання тяжко відбилося на моєму здоров’ї, службовому і громадському становищі, я увесь час був гнаний, мав багато неприємностей і мені не давали праці за фахом».
Носачевський керував хоровим колективом на засланні і в Казахстані. В архіві онука зберігається грамота, видана Носачевському у м. Степняк (нині — Кокчетавської обл. Казахстану). У липні 1940 журі з проведення 1-ї обласної олімпіади художньої самодіяльності Акмолинської обласної спілки робітників по видобутку золота і платини «за добре керівництво хоровим колективом нагороджує Вас грамотою».
Справу по звинуваченню Носачевського переглянуто Президією Дніпропетровського обласного суду 26 лютого 1958. Постанову Особливої наради при НКВС СРСР від 11 лютого 1939 щодо Носачевського скасовано і справу припинено за відсутністю складу злочину. Коли йшла підготовка реабілітації Миколи Міця, 24 листопада 1956 Носачевський був допитаний (в ту пору він працював викладачем вечірньої музичної школи). «Міця я знав приблизно з 1934 і по день його арешту (в серпні 1937 — М. Ч.) як керівника Дніпропетровської обласної хорової капели, — свідчив Носачевський — Я тоді був керівником самодіяльності при Палаці культури Ілліча і деякий час співав у хоровій капелі. Взаємини у мене з Міцем були нормальні, чисто ділові... За час свого знайомства з Міцем я про нього нічого поганого сказати не можу». Після цього допиту Носачевський звернувся до прокурора з заявою про власну реабілітацію.
Від листопада 1949 по 1 квітня 1952 Носачевський був керівником ансамблю бандуристів Дніпропетровської облфілармонії. Звільнений з цієї посади директором філармонії Торчишником наказом від 18 березня 1952. Згодом Носачевський викладав у вечірній музичній школі.
Вище подано інформацію на підставі документальних матеріалів, але свого часу деякі біографічні відомості про Носачевського зі слів його доньки Наталки записав фольклорист Микола Долгов. Подаємо їх тут. Мати Носачевського була домогосподаркою, а батько — теслею у школі, при якій вони і мешкали. Батько іноді чоботарював.
У 1901 родина переїхала до Катеринослава, де Носачевський, здібний до знань, став навчатися. Наприкінці 1930-х родина Носачевського — друга дружина, донька і син — жили за адресою вул. Крутогірна, 1 (нині Рогальова, 1). Потім їх змусили звільнити квартиру для першого секретаря обкому Менделя Хатаєвича (після війни за цією адресою мешкав і Л. Брежнєв), а родину переселили на пр. Кірова, 14.
У 1930-х Носачевський організував тріо бандуристів і виступав разом з Михайлом Трубкою (був з подібним прізвищем гупалівський просвітянин) і Віктором Маковцевим. Під час Другої світової війни і захоплення міста німецькими військами М. Трубка грав на бандурі перед сеансами у кінотеатрі, нині відомому як «Вітчизна». За це був засуджений після війни на 10 років. Подальша доля М. Трубки невідома. Просидівши понад два роки у Дніпропетровській тюрмі, Носачевський був відправлений на п’ятирічне заслання у Північний Казахстан. Там зробив цитру і грав на ній.

## Повернення в Україну

Василь Носачевський.

Після відбуття терміну заслання мав намір залишитися жити в Томську чи Омську (в останньому жило чимало українців). Вів музичні гуртки в клубах. Та поїхав все ж в Україну з допомогою брата, котрий повернувся з війни і написав за нього клопотання з викликом до Дніпропетровська. З заслання Носачевський привіз з собою в Україну свою цитру.
Носачевський мав сина Олега й доньку Наталю (1925 — 1 липня 2001). Син В’ячеслав Носачевський у 1994 став професором консерваторії в Астрахані, а нині живе в Краснодарі. Онук Ростислав Олегович — юрист у Дніпропетровську.
Носачевський був добре знайомий і підтримував зв’язки з колишнім просвітянином Прокопом Якименком (1882—1966), майстром музичних інструментів. Бандура Носачевського зберігається нині в Дніпропетровському історичному музеї ім. Д.Яворницького.